# Lakmann One
Evangelos Polichronidis (* 20. September 1978 in Witten) ist ein deutscher Rapper, der seit den 2000er Jahren unter dem Namen Lakmann One (auch Lakmann, Lakman, Laki, Lak Spencer, Sean Geil, Universumrapper, L-A-K der General oder Luke Stylewalker) in der deutschen Rap-Szene auftritt.

## Leben
Evangelos Polichronidis besuchte in Witten das Schiller-Gymnasium, wo er seine Schullaufbahn vorzeitig für seine Musikkarriere beendete. Er ist griechischer Abstammung und lebt mit seiner Familie in Witten.
Polichronidis war Kandidat in der am 24. April 2023 gesendeten Ausgabe von Wer wird Millionär? und gewann dort 32.000 Euro.

## Karriere

### Der Beginn der Karriere bei Creutzfeld & Jakob
Den Durchbruch schaffte Lakmann 2000, als er mit seiner Band Creutzfeld & Jakob das erste Album Gottes Werk und Creutzfelds Beitrag auf Put Da Needle To Da Records veröffentlichte. Auf dem Album ist neben RAG, Terence Chill, Dike, Onanon auch Kool Savas als Gast vertreten. Das Album verkaufte sich nach eigenen Angaben 45.000 mal und hatte einen großen Einfluss im damals gerade aufblühenden Deutschrap.
Auch große Musikverlage erkannten zunehmend das kommerzielle Potenzial der Musik. Es folgte das zweite Album 2 Mann gegen den Rest, bis heute die letzte Veröffentlichung der Band. Im selben Jahr begleiteten sie die G-Unit auf ihrer ersten Deutschlandtour. Nach Querelen mit dem Label trennten sich Creutzfeld & Jakob von Universal und es dauerte einige Jahre bis zum nächsten Lakmann-Release.

### Die erste Solo-Phase (2007–2012)
2006 war Lakmann auf der DVD Feuer über Deutschland zu sehen. Im Folgejahr veröffentlichte er auf dem Label Assazeen Records des Rappers Ercandize sein Mixtape mit dem Titel All In. Es enthielt die Tracks der letzten vier Jahre und Lakmann wandte sich bewusst von der Massenindustrie ab, um eigene Wege gehen zu können.

### Eartouch Entertainment (seit 2012)
2012 veröffentlichte Lakmann beim Siegener Untergrund-Label Eartouch sein erstes Soloalbum 2 Gramm gegen den Stress. Im Kontrast zu den vorherigen Veröffentlichungen behandelt das Album seine persönliche Lebenssituation. Lakmann rechnet mit seiner Vergangenheit und sich selbst ab, insbesondere seine neue Rolle als Vater wird verarbeitet. Während auf den C&J-Alben und All In noch Rapskillz und Partys die Hauptthemen waren, dokumentierte 2 Gramm gegen den Stress die Reifung des Rappers. Selbstzweifel, Zukunftsängste und Drogenkonsum sind dabei die Hauptmotive.
Lakmann erlangte durch die Veröffentlichung wieder viel Präsenz in der deutschen Hip-Hop-Szene. Neben Interviews auf einschlägigen Internetseiten gab es wieder vermehrt Gastauftritte bei anderen Künstlern wie Megaloh, Sido, Pedaz oder Sylabil Spill. 2013 erschien das Debütalbum It was Witten seiner neuen Band Witten Untouchable.
Nach einer langen Tour und einigen Nebenprojekten begann er an seinem nächsten Solo-Album zu arbeiten. Dies erschien 2016 unter dem Titel Aus dem Schoß der Psychose und bildete den ersten Chart-Einstieg seit seinen Veröffentlichungen unter Creutzfeld & Jakob. Dies ist darauf zurückzuführen, dass sowohl 2 Gramm gegen den Stress als auch It was Witten nicht über den regulären Handel vertrieben wurden und demnach nicht in die Platzierungen eingerechnet wurden. Den Grundstein für die Veränderung legte die Kooperation von Eartouch Entertainment mit dem Vertrieb Groove Attack.
Anfang 2017 veröffentlichte er mit Witten Untouchable das zweite Studio-Album Republic of Untouchable der Band. Die dazugehörige Fan-Box enthielt eine Dokumentation die einen ausgiebigen Blick hinter die Kulissen in der Schaffensphase des Albums gegeben hat. Noch im selben Jahr folgt neben einem Song auf dem Album Royal Bunker zusammen mit Sido & Savas ein weiteres Solo-Album. Es erscheint im Oktober 2017 unter Fear of a wack Planet und wurde von dem Produzenten-Team "Orange Field" komponiert. Der Titel ist eine Anlehnung an ein geschichtsträchtiges Public Enemy Album von 1990.
Zusammen mit seiner Crew Witten Untouchable veröffentlichte er 2019 das dritte Studio-Album Trinity, welches wie immer von Hausproduzent Rooq komponiert wurde. Seine neuste Veröffentlichung ist das Album Reasonable Kraut zusammen mit Rooq auf dem einige Features zu finden sind, wie Kool Savas, Sido, Flipstar, Sylabil Spill, Jayla, Al Kareem, BOZ, Beka, Magic Mess, Fatoni, Cap Kendricks und Chinch33.

## Einflüsse und künstlerischer Stil
Zu den wichtigsten Einflüssen zählen laut eigenen Angaben Public Enemy, EPMD, KRS One, Rakim, Defari, Special Ed sowie RAG und die Stieber Twins.
Lakmanns Rapstil bei Creutzfeld & Jakob lässt sich als eher Staccato-Flow beschreiben, mit der Zeit rappte er langsamer. Die Live-Auftritte spielen in Lakmanns Fall eine wichtige Rolle. Als Vertreter der "alten Schule" zählen für ihn die klassischen Werte des Raps wie „Ehrlichkeit“, Fähigkeiten, Authentizität und Originalität.

## Diskografie
| Album                                                        | Jahr | Label                       |
| ------------------------------------------------------------ | ---- | --------------------------- |
| Gottes Werk und Creutzfelds Beitrag (mit Creutzfeld & Jakob) | 2000 | Put Da Needle To Da Records |
| 2 Mann gegen den Rest (mit Creutzfeld & Jakob)               | 2003 | Universal Music             |
| All In                                                       | 2007 | Assazeen Music              |
| 2 Gramm gegen den Stress                                     | 2013 | Eartouch Ent.               |
| It Was Witten (mit Witten Untouchable)                       | 2013 | Eartouch Ent.               |
| Bei dir läuft, bei uns fliegt (mit Witten Untouchable)       | 2014 | Eartouch Ent.               |
| Aus dem Schoß der Psychose                                   | 2016 | Eartouch Ent.               |
| Republic of Untouchable (mit Witten Untouchable)             | 2017 | Eartouch Ent.               |
| Fear of a Wack Planet (mit Orange Field)                     | 2017 | Eartouch Ent.               |
| Trinity (mit Witten Untouchable)                             | 2019 | Eartouch Ent.               |
| Reasonable Kraut                                             | 2020 | Eartouch Ent.               |